# Украденные произведения искусства
Термином «Украденные произведения искусства» или же «Украденные нацистами произведения искусства» обозначаются произведения искусства, награбленные нацистами во время пребывания у власти в Германии, в частности изъятые у преследовавшихся режимом владельцев. Жертвами разбоя были прежде всего евреи и преследовавшиеся как евреи лица в 1933—1945 годах в Германии и в странах, оккупированных Германией во время Второй мировой войны. Разграбление велось согласно многочисленным законодательным актам и при участии различных органов власти и организованных для этого учреждений. Согласно Лондонской хартии международного военного трибунала (London Charter of the International Military Tribunal) 1945 года этот процесс был определён как «преступление против человечности». Немцами в Европе в период с 1933 по 1945 год было украдено 600 тыс. произведений искусства, из них 200 тыс. в Германии и Австрии, 100 тыс. — в Западной Европе и 300 тыс. — в Восточной Европе. Количество пока ещё не возвращенных законным владельцам идентифицированных произведений искусства, рассредоточенных по всему миру в официальных и частных собраниях, оценивается в 10 тыс. экземпляров. В 1998 году согласно так называемому Вашингтонскому соглашению по розыску и возврату владельцам краденых предметов искусства были разработаны международные правила.

## Термин
Термином «Украденные произведения искусства» определяются предметы культуры, изъятые в условиях преследования и охватывает лишение предметов искусства лиц, «которые принадлежат к группе людей, что преследовались нацистами с 1933 по 1945 годы по расистским, религиозным и политическим причинам». Этот термин отличается от термина «Трофейное искусство», которым определяются незаконно вывезенные оккупантами в условиях войны предметы искусства. Поскольку термин «Украденные произведения искусства» выходит за пределы понятия «Трофейное искусство», он определяет кражу произведений искусства у граждан собственной страны и выходит за временные границы Второй мировой войны.
В случаях разбоя во время войны, что происходил на территориях занятых немцами против тамошнего еврейского и преследуемого населения существует удвоение термина. Обычно в этом случае говорится об украденных произведениях искусства и в первую очередь об аспекте преследования.
Отталкиваясь от английского выражения nazi looted art (искусство, награбленное нацистами) термин «Украденные нацистами произведения искусства» используется в соответствующей литературе для определения всех предметов искусства, украденных нацистами. В него входит, как и понятие военного «трофейного искусства», так и общее понятие отчуждения (кражи) предметов искусства посредством государственных структур нацистской Германии у населения своей страны и у государственных собраний, в случае так называемого «дегенеративного искусства».
C правовой точки зрения под отчуждением имущества в условиях преследования подразумевается не только изъятие или конфискация имущества, но и передача имущества на основании преследования. Уже непосредственно в послевоенное время, когда западная часть Германии была занята войсками союзников, в законодательство союзников были внесены обстоятельства, а именно: Закон военного правительства № 59, что преследуемые группы лиц уже с 1933 года, когда к власти пришли национал-социалисты, попали в затруднительное положение и не могли свободно распоряжаться своим имуществом. Так произведения искусства могли продаваться для покрытия жизненно необходимых расходов, возникнувших вследствие разрушения жизненных основ, или же для финансирования эмиграции, так называемые «продажи беженцев». Эти произведения искусства также попадают под определения «Украденные произведения искусства».

## Ущерб, нанесённый в условиях преследования
Наряду с преследованием и вытеснением евреев из немецкого общества с самого начала пропагандировался и проводился разбой и грабежи еврейского населения. Запрет на профессию, насильственная передача бизнеса, контроль и дальнейшее изъятие имущества расшатывали, наряду с общественным, экономическое существование преследуемых. Так чиновники-евреи увольнялись согласно «Закону о восстановлении профессионализма чиновничества» от 7 апреля 1933 года, сокращались в частном секторе. Также происходящее насильственное выдавливание евреев из Наблюдательных советов акционерных обществ считалось нормой. Из-за «Закона об аттестации адвокатуры» в эти дни множество адвокатских контор до 30 сентября 1933 года прекратило своё существование. А с «Пятым дополнением к Закону о гражданине Рейха» от 1938 года деятельность практически каждого адвоката-еврея была запрещена. Дальнейшие Дополнения от 1938 года ввели запрет на профессию для врачей-евреев и юристов по патентным правам. В 1939 году запрещено было работать по специальности евреям-зубным врачам, аптекарям и ветеринарам. Согласно же «Положению об исключении евреев из экономической жизни Германии» евреям было запрещено как держать мелкие предприятия и магазины, так и руководить ими.
Совместными усилиями финансового управления, организаций валютного контроля и гестапо всё имущество состоятельных евреев было зарегистрировано, подвержено контролю, затем право распоряжения им владельцами было ограничено. Руководствуясь основным подозрением в вывозе капитала евреям было запрещено пользование собственным банковским счётом Верхний предел общей суммы, защищённой от наложения ареста, был столь понижен, что эмигранты, благодаря «Налогу на беженцев» частично лишались имущества. Для имущества, нажитого до 1 января 1933 года, назначалась цена едва ли соответствующая их продажной стоимости. С 1934 года евреям разрешено было вывозить не более 10 Рейхсмарок. Банковские вклады оставались на счетах и могли быть обменяны лишь на значительную сумму в валюте. Параллельно этому евреям причиняли ущерб, используя обычный налоговый кодекс: всех их объединяли по самому высокому налоговому классу независимо от заработка, вычёркивали сумму, не облагающуюся налогом и льготы на детей, также отказывали еврейским общинам в признании денег общественного пользования.

### Кража предметов искусства в Германском рейхе
Этот захват имущества относился прежде всего также к произведениям искусства и коллекциям преследуемых. Для сохранения жизнеобеспечения или же финансирования эмиграции пострадавшие продавали или передавали для аукционной продажи множество живописи, рисунков, графики и скульптуры, равно как и ценные книги и антиквариат. Известнейшие до этого коллекции были уничтожены, люди, до этого бывшие меценатами и благотворителями, оказались под давлением, а знаменитые произведения искусства были насильно изъяты у владельцев. После Великой депрессии с 1933 года Антикварные магазины и аукционы переживали второе рождение. В то же время из-за того, что владельцы картин вынуждены были продавать свои собрания, предложение превысило спрос, и часто произведения искусства продавались значительно ниже своей рыночной стоимости.
Известным примером для этой частно-правовой «потери собственности посредством продажи» может служить расформирование коллекции Бреслауского коллекционера адвоката Исмара Литмана. В 1934 году после запрета на профессию адвокат покончил с собой, для поддержания жизнеобеспечения его вдова вынуждена была часть коллекции продать с молотка через Берлинский аукционный дом Макса Перля. Однако перед аукционом восемнадцать картин из-за «типичного культурно-большевистского представления порнографического характера» были изъяты гестапо, среди них были две картины Отто Мюллера «Две женские обнажённые полуфигуры» и «Мальчик перед двумя стоящими и одной сидящей девочками». Остаток, который стал известен как «еврейский аукцион» извлёк из продажи лишь часть оценочной стоимости.
После аншлюса Австрии 12 марта 1938 года в течение нескольких дней целенаправленно стали изыматься известнейшие коллекции. Для этой цели было обустроено центральное хранилище в венском Хофбурге (резиденции Габсбургов в Вене). Прежде всего Гитлер захватил ценнейшие произведения искусства и живопись старых мастеров из собрания Луиса Ротшильда. Оставшееся было со скандалом разделено между уполномоченными и музеем. Сам Луис Ротшильд был 14 марта 1938 года арестован и освобожден лишь через год и только после того, как подписал передачу всего своего имущества и состояния Германскому рейху. К осени 1938 года в венском хранилище было инвентаризировано уже 10 тыс. произведений искусства.
Эта т. н. «утрата собственности посредством государственной торговли» была узаконена задним числом 26 апреля 1938 года в «Правилах об уведомлении о имуществе евреев». За бюрократическим названием стояло по сути ограничение в праве распоряжения евреями своим имуществом и возможность установления стоимости имущества. Этот закон, который впоследствии упоминался как «Политика ариизации» у главарей национал-социалистов выглядел столь убедительно, что было решено распространить его действие на всю территорию Рейха. Усилившийся антисемитизм, погромы еврейских граждан, произвольные аресты не оставляли преследуемым никакого иного пути как, оставив своё имущество и состояния, эмигрировать. Как пример можно привести обширнейшее собрание венского эстрадного артиста Фрица Грюнбаума, где среди прочих значительных работ были работы Эгона Шиле, коллекция была украдена и разбросана по разным странам. Многие картины до сего дня считаются пропавшими. Фриц Грюнбаум после неудачного бегства схвачен гестапо, отправлен в концентрационный лагерь, которых сменил несколько, и в 1941 году был убит в лагере Дахау. Его жена Лили Грюнбаум (Элизабет Герцль) умерла в 1942 году после депортации в лагерь смерти Малый Тростенец (в Белоруссии).
Ограбление еврейского населения усилилось после Хрустальной ночи в ноябре 1938 года. Обнародованными 12 ноября 1938 года Правилами т. н. «Еврейского имущественного сбора» предполагалось произвести специальный сбор, разложенный на всех евреев Рейха, и собрать порядка миллиарда рейхсмарок. Большую часть этих денег можно было получить от разорения и продажи коллекций. Правило 11 Гражданского закона Рейха от ноября 1941 года стояло в конце этой цепи систематического грабежа.
Согласно этому закону евреи стали считаться банкротами, как только переступали границу Рейха. С злобным цинизмом и «бюрократической последовательностью применяли финансовые организации это правило к уже депортированным евреям». Как только поезда пересекали границы рейха, под условным названием «Акция 3» гестапо и финансовые органы производили ревизию оставленного депортированными имущества и конфискацию оного.
Показательна в этом смысле судьба антиквара Вальтера Вестфельда. В 1935 году он получает запрет на профессию, из-за этого он вынужден закрыть свой магазин в Вуппертале, владение обширной коллекцией прекращается. Он пробует продать некоторые произведения искусства, и ему удаётся 250 наиболее ценных работ переправить во Францию. Из-за якобы произведенных валютных махинаций 15 ноября 1938 года Вальтер Вестфельд схвачен гестапо, его оставшееся в Германии имущество было конфисковано и в декабре 1939 года продано с молотка Аукционным домом Лемпертца в Кёльне. После ареста Вальтер Вестфельд 1 октября 1942 года был депортирован через Терезиенштадт в лагерь смерти Освенцим, где был убит. Оставшееся имущество было конфисковано.

### Конфискация произведений современного искусства
Другой случай уничтожения произведений искусства нацистами, но лежащий в несколько иной плоскости, это запрет на современное искусство. Как только национал-социалисты пришли к власти, под идеологическим руководством Альфреда Розенберга и основанного в 1928 году «Союза борьбы за немецкую культуру», современное искусство было дискредитировано и определялось как «еврейско-большевистское» нападение на «арийскую культуру».
Партийное руководство было не единственным, кого привлекало и кто обособлял немецкое искусство. До 1937 года существовало противостояние по отношению к экспрессионизму. Это борьба за влияние между Союзом борьбы, следовавшим за службой Розенберга с одной стороны и Йозефом Геббельсом, руководителем министерства пропаганды, с другой.
С 1933 года вопреки неясному политическому направлению — в Тюрингии благодаря вхождению в правительство земли членов НСДАП уже с 1930 года — был введен запрет на профессию для художников, директоров музеев, профессоров-историков искусств, закрывались выставки, музеи, антикварные магазины и аукционы подвергались контролю, монументальная живопись закрашивалась или сбивалась со стен, отдельные произведения искусства изымались.
Полномочиями президента Имперской палаты культуры Адольфа Циглера и при помощи Адольфа Гитлера 30 июня 1937 года противостояние было официально объявлено оконченным и задана определённая цель: все работы относящиеся к «немецкому дегенеративному искусству с 1910 года» и находящиеся в официальном владении должны быть отобраны для пропагандистской выставки и изъяты. В первую неделю июля 1937 года около 700 работ 120 художников из 32 немецких музеев было конфисковано и уже 19 июля 1937 года было выставлено в Мюнхене на всеобщее обозрение под названием «Дегенеративное искусство». Выставка коснулась таких именитых художников, как Эрнст Барлах, Марк Шагал, Ловис Коринт, Отто Дикс, Лионел Файнингер, Эрнст Людвиг Кирхнер, Эрих Хекель, так и забытых сегодня художников, как Янкель Адлер, Отто Фрейндлих, Анита Рее, но также и художников, которые до этого были оценены партийными боссами, это Эмиль Нольде и Франц Марк. До апреля 1941 эта выставка перевозилась по городам Германского Рейха, правда в несколько изменённой форме.
Массовое изъятие произведений искусства происходило с августа 1937 года, при этом из более чем сотни музеев и открытых собраний 74 городов Германии исчезли около 20.000 работ 1 400 художников. При этом немецкие музеи почти полностью лишились своих собраний современного искусства. Большинство картин находились в собственности пострадавших собраний. Среди них находились также около двухсот работ одолженных для экспозиции из частных собраний, как например 13 картин искусствоведа Софии Лисицкой-Кюппер, которые были переданы ею Областному музею в Ганновере перед её эмиграцией в Советский Союз, или изъятые уже в 1935 году Аукционным домом Перл картины Отто Мюллера из собрания Литтмана, которые до исчезновения находились в Берлинском Дворце кронпринцев.
Значительная часть живописи поначалу собиралась во Дворце Шёнхаузен в Берлине и в дальнейшем опекалась «Комиссией по реализации продуктов дегенеративного искусства». Найденные торговцы живописью получили задание продать «дегенеративное искусство» или же обменять на искусство, желаемое для национал-социалистов.
Ключевую роль сыграли швейцарские торговые и аукционные дома. Особого внимания достиг аукцион торговца из Люцерна Теодора Фишера, который 30 июня 1939 года выставил для продажи 126 ценнейших картин из конфиската. Некоторым картинам была уготована другая судьба. 20 марта 1939 года 1004 живописных полотна и 3 825 рисунков из изъятых работ должны были быть сожжены в Берлине во дворе пожарной части. Но точных свидетельств этого преступления нет или же они сомнительны.
Законодательно изъятие было легитимировано задним числом, обнародованным 31 мая 1938 года «Законом об изъятии из обращения дегенеративного искусства».

### Кража произведений искусства на оккупированных территориях
В период Второй мировой войны посягательство на собственность евреев распространилось на все захваченные и насильно присоединённые национал-социалистами территории. Вслед за аншлюсом Австрии в 1938 году последовал захват чешских Судетов. Как в 1938 году, так и в 1941 году по Польше прокатилась волна преследований антиеврейского и антиславянского характера.
Сходные указы «относительно мероприятий против евреев» были обнародованы осенью 1940 года в Нидерландах, Бельгии и Франции, после капитуляции Франции в июне 1940 года. Они законодательно регулировали конфискацию имущества евреев и преследования евреев. В это время кража произведений искусства была в ходу во всех странах.
Со вторжением нацистов во Францию тотчас же появились так называемые «Войска защиты искусства», будучи частью германского вермахта, с заданием гарантировать сохранность произведений искусства на оккупированных территориях как французского государства, так и частных лиц, особенно евреев.
Немецкий дипломатический представитель в Париже Отто Абец также участвовал в выслеживании известных французских коллекций. Согласно приказу фюрера от 17 сентября 1940 года рехсляйтер Альфред Розенберг был уполномочен «охватить все прочие значимые предметы культурного назначения бесхозной еврейской собственности, изъять и транспортировать в Германию».
Для этого штаб рейхсляйтера Розенберга (ERR) приобрёл господствующее положение в конкурентной борьбе за произведения искусств, принадлежавших французским евреям. Нацистская Германия стремилась на территории не только Франции, но и других оккупированных земель, захватить произведения искусства, находящиеся не только в собственности евреев. По поручению Йозефа Геббельса генеральный директор Берлинского Музея Отто Кюммель составил секретный Список обязательных к уничтожению произведений искусства, находящихся в иностранной собственности в трёх томах, который в декабре 1940 года занимал более 300 страниц. Там Кюммел объяснял, что некие произведения искусства, что до XV столетия находились в немецкой собственности, являются чисто немецким искусством, и должны быть присвоены и препровождены «домой в Рейх».
До вторжения немцев множество еврейских антикваров и коллекционеров спасались бегством и не могли спрятать своё имущество в безопасное место. Согласно дотошной документации ERR до июля 1944 года из 203 собраний искусства было конфисковано 21 903 объекта, среди них 5 281 живописи и графики, 583 предмета мелкой пластики, 684 миниатюры на стекле или эмали, книги и рукописи, терракота, медали, мебель, текстиль, предметы художественных промыслов, фарфор и фаянс, предметы искусства Азии и 259 античных произведений искусства.5 009 объектов происходило из различных коллекций семьи Ротшильд, 2 697 — из коллекции Давид-Вайля, 1 202 — из собрания Альфонсо Канна, 989 — из коллекции Леви де Бенциона и 302 предмета — Джорджа Вильденштайна.
После оккупации Нидерландов там также начался захват имущества евреев. Изъятие происходило не так, как во Франции или же Австрии, а через «легальные» сделки. Известный примером был случай с амстердамским антикваром Жаком Гудстикером. Перед вступлением войск вермахта он хотел бежать в Шотландию, но, к несчастью, в пути скончался. Рейхсмаршал Герман Геринг обеспечил захват брошенных 1300 картин, среди них были полотна Лукаса Кранаха, Винсента Ван-Гога, Франциско де Гойя,Рембрандта Ван Рейна, Питера Пауля Рубенса, Тициана и Диего Веласкеса. Он унаследовал это имущество от директора галереи, который был вынужден согласиться с продажной ценой около двух миллионов гульденов. 780 картин Геринг доставил в Германию, остаток перепродал немецкому банкиру Алоизу Мидлю, который часть коллекции в свою очередь перепродал, часть же передал на хранение в Швейцарию и Испанию.
Внешне грабёж предметов искусства во времена национал-социализма в Европе выглядел вполне легально, правда с некоторыми затруднениями в Восточной Европе.